# Drepturi LGBT în România
     Căsătorie
     Uniune civilă
     Recunoaștere internă limitată (coabitare)
     Recunoaștere externă limitată (drepturi de rezidență)
     Nerecunoscute
     Constituția limitează căsătoria la cupluri formate din persoane de sex opus.
România este, în general, conservatoare cu privire la drepturile persoanelor lesbiene, gay, bisexuale sau transgender (LGBT),   astfel că persoanele din aceste categorii se pot confrunta cu diferite impedimente juridice față de restul cetățenilor. România, alături de Bulgaria, Letonia, Lituania, Moldova, Serbia, Muntenegru, Ucraina și Rusia nu prevede în legislație dreptul la căsătorie al cetățenilor care aparțin minorității LGBT. În Codul civil al României se stipulează că actul căsătoriei poate fi încheiat numai între persoanele de sex opus. Potrivit unui studiu efectuat de organizația ACCEPT, care promovează drepturile persoanelor LGBT, în România, două treimi dintre persoanele gay își ascund orientarea sexuală, ca să minimalizeze discriminarea și actele de violență. În indexul Rainbow Europe 2017 realizat de ILGA-Europe, un ONG care militează pentru drepturile gay, România se situează pe locul 35 din cele 49 de state analizate (cu un punctaj de 23,12%), având drept criterii de evaluare legislația, discriminarea, atmosfera ostilă de care se lovesc membrii comunității LGBT.
După anul 2000, România a făcut modificări semnificative ale legislației privind drepturile LGBT, astfel că, în perioada anilor 2000–2002, s-a dezincriminat complet homosexualitatea, s-au introdus și pus în aplicare pe scară largă legi anti-discriminare, s-a egalat vârsta consimțământului pentru relații sexuale și s-au introdus legi care sancționează infracțiunile motivate de homofobie. În plus, comunitățile LGBT au devenit mai vizibile în ultimii ani, ca urmare a unor evenimente cum ar fi paradele anuale Bucharest Pride și Cluj Pride, dar și festivalurile Serile Filmului Gay  și Feminist and Queer International Film Festival. În 2006, România a fost numită de către asociația internațională Human Rights Watch ca fiind una dintre cele cinci țări din lume care a făcut „progrese exemplare în combaterea abuzurilor pe motive de orientare sexuală sau identitate de gen”.
România are obligația juridică de a recunoaște legal și proteja familiile homosexuale.

## Legislația românească

### Istoric

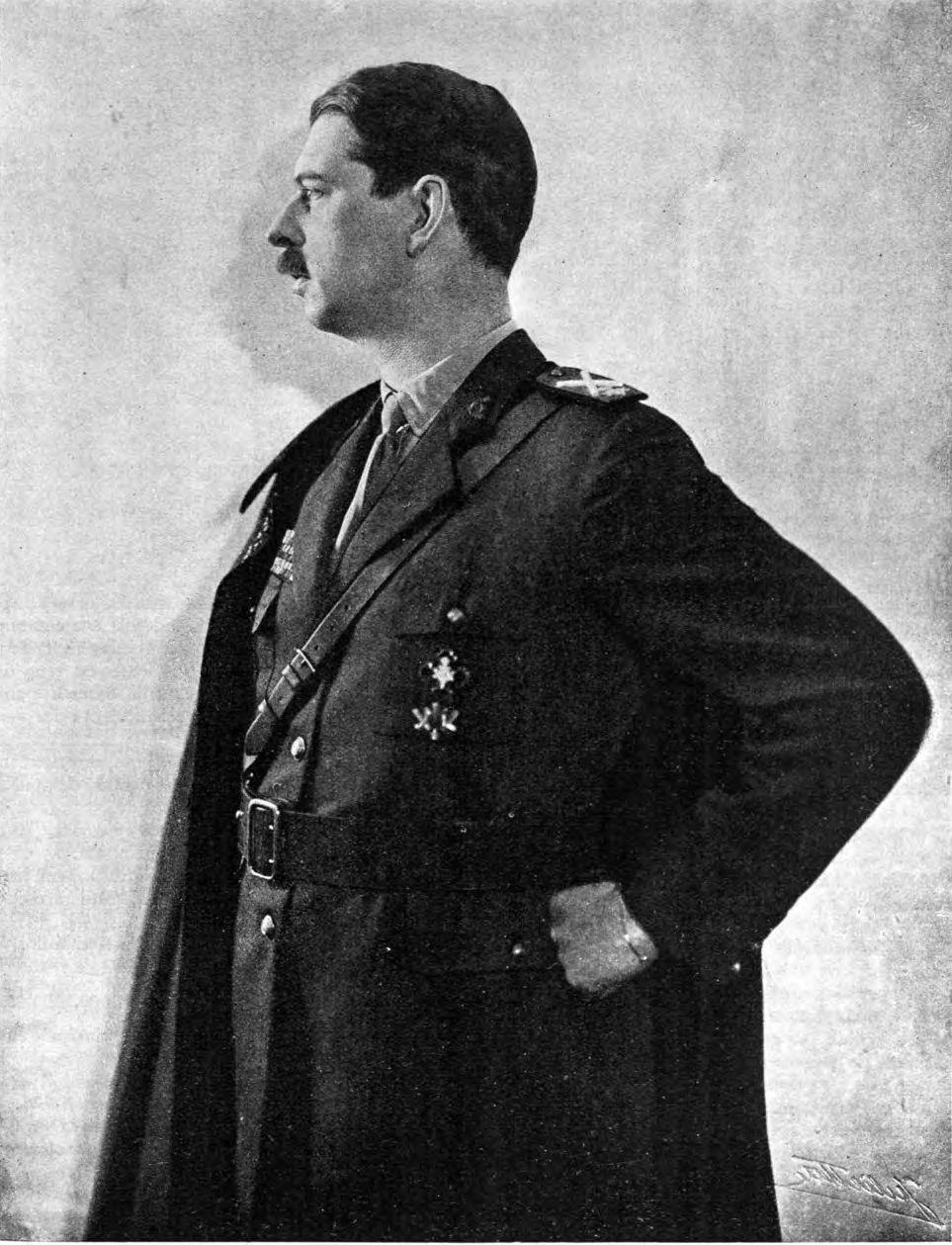
Homosexualitatea este incriminată odată cu instalarea regimului autoritar al lui Carol al II-lea.

În Codul Penal promulgat de Alexandru Ioan Cuza (1864), inspirat mai ales din cel francez (care nu mai pedepsea penal homosexualii din anul 1791), nu existau diferențe între tratamentul relațiilor heterosexuale sau homosexuale. După Marea Unire din 1918, aplicabilitatea Codului lui Cuza se extinde în multe regiuni ale noului Regat, mai puțin în Transilvania, care își păstrează o oarecare autonomie din acest punct de vedere, unde a rămas în vigoare Codul Penal elaborat în 1878, prin care se pedepsea violul homosexual:
„Articolul 242: Constituie crimă de acte impudice nefirești, care se pedepsește cu recluziunea până la 5 ani, când asemenea acte se săvârșesc între bărbați, prin violență sau amenințări, iar dacă crima a pricinuit moartea părții vătămate, cu temniță grea pe viață.”
Homosexualitatea a fost interzisă în România, în anul 1937, odată cu ascensiunea rapidă a nazismului în Europa, sub regimul autoritarist al lui Carol al II-lea. În anul 1938, articolul 431 al Codului lui Carol al II-lea este modificat în așa fel încât:
„1. Actele de inversiune sexuală săvârșite între bărbați sau între femei, dacă provoacă scandal public, constituiesc delictul de inversiune sexuală și se pedepsesc cu închisoare corecțională de la 6 luni la 2 ani.
2. Dacă actul s-a săvârșit asupra unei persoane mai mici de 18 ani, pedeapsa este închisoare corecțională de la 1 la 3 ani.
3. Aceeași pedeapsă prevăzută la alineatul precedent se aplică și în cazul când actul s-a săvârșit asupra unei persoane mai mici de 14 ani chiar dacă nu s-a produs scandal public.”
În perioada comunistă, incriminarea homosexualității din Codul Penal este păstrată și întărită. În noul Cod Penal al Republicii Populare Române promulgat în 1948, vechiul articol 431 înăsprește pedepsele la un minimum de 2 ani și un maximum de 5 ani. În 1957 deja dispare condiționarea „scandalului public” și orice raport sexual consimțit între persoane de același sex este incriminat. Mai mult, „propaganda sau asocierea sau orice act de prozelitism” destinat promovării comportamentului homosexual erau interzise. După venirea la putere a lui Nicolae Ceaușescu, în 1968, Parlamentul comunist modifică Codul Penal al lui Carol al II-lea, astfel încât, infracțiunile privitoare la viața sexuală erau incluse în secțiunea infracțiunilor contra persoanei. Homosexualitatea apare ca termen lingvistic în noul Cod Penal. Astfel, Codul Penal din 1968 prevedea trei articole:
- Articolul 200: relațiile sexuale între persoane de același sex sunt pedepsite cu închisoare de la 1 la 5 ani;
- Articolul 201: „actele de inversiune sexuală care provoacă scandal public” sunt pedepsite cu închisoare de la 1 la 5 ani;
- Articolul 202: trata „coruperea sexuală” a minorilor.

Ideologic, homosexualitatea era neproductivă pentru comuniști, care aveau nevoie de mame eroine și de un salt demografic rapid. Homosexualitatea este catalogată ca o infracțiune serioasă îndreptată împotriva orânduirii socialiste care necesită o pedeapsă pe măsură. Începe astfel prigoana sistematică împotriva homosexualilor, cu precădere în rândul elitelor, deoarece sistemul comunist considera că nu pot exista homosexuali în rândul clasei muncitorești: razii, delațiuni sistematice, dosare speciale, arestări și condamnări între unu și cinci ani de zile. Această atmosferă de teroare a făcut ca personalitățile intelectuale homosexuale din România să constituie o minoritate aproape invizibilă, aflată sub continua amenințare a sistemului comunist.

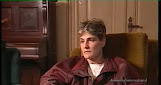
Mariana Cetiner, ultima persoană din România condamnată sub Articolul 200. Amnesty International a adoptat-o ca prizonier de conștiință.

După 1989–1990, Articolul 200 a rămas în vigoare o perioadă, când au loc foarte multe abuzuri față de membri ai comunității gay, cele mai răsunătoare fiind cazurile fostei handbaliste Mariana Cetiner și al cuplului Ciprian Cucu–Marian Mutașcu din Sânnicolau Mare. Cu toate acestea, mici subculturi homosexuale existau în marile orașe, dar fără prea mare vizibilitate în societatea românească. Un sondaj din 1993 releva că 85% dintre români considerau homosexualitatea inacceptabilă. În iulie 1994, Curtea Constituțională a recunoscut că legile împotriva homosexualității sunt o încălcare a drepturilor omului, declarându-le neconstituționale. În ciuda acestui fapt, în noiembrie 1996, toate barurile, cluburile, ziarele, revistele, asociațiile sau firmele destinate comunității LGBT au fost interzise. A existat o anumită reticență în a dezincrimina relațiile homosexuale. Aceasta datorită unor credințe esențialiste și naționaliste conform cărora homosexualii reprezintă o amenințare la familia tradițională și modul de viață românesc. La 25 octombrie 1996 este fondată asociația ACCEPT, prima organizație neguvernamentală din România care apără drepturile persoanelor LGBT la nivel național, astăzi membră a International Lesbian and Gay Association. La presiunile exercitate de societatea civilă, Consiliul Europei, dar și organizații care luptă pentru drepturile omului (printre altele IRDO, APADOR-CH, LADO, Amnesty International, ILGA), Articolul 200 a fost modificat în timpul guvernului de stânga condus de Nicolae Văcăroiu (1996) și anulat de guvernul PSD, condus de Adrian Năstase, în anul 2001, homosexualitatea fiind, din nou, legalizată, după ce fusese scoasă în afara legii prin Codul lui Carol al II-lea (1937). România este, astfel, ultima țară ortodoxă care a dezincriminat actele homosexuale. România trebuia să elimine Articolul 200 din Codul Penal pentru a respecta criteriile politice de la Copenhaga stabilite pentru integrarea în Uniunea Europeană, care prevăd „respectarea și protecția minorităților”.
Persoanele transgen s-au confruntat cu aceleași atitudini și dificultăți întâmpinate de restul comunității. O importantă victorie pentru persoanele transgen a fost obținută în aprilie 1995, când o instanță din București a pronunțat o hotărâre prin care i se permitea lui Sorin Rațiu, un tânăr de 19 ani, prima operație de schimbare de sex din țară.

### Evoluții recente
În prezent, nu există legi împotriva persoanelor LGBT în România. Actele sexuale consensuale între două persoane de același sex au fost legalizate în 1996, iar ultima lege care discrimina persoanele gay, Articolul 200 al Codului Penal, a fost abrogată pe 21 iunie 2001, prin OUG 89. Vârsta consimțământului pentru acte sexuale este de 16 ani, egală pentru acte sexuale heterosexuale și homosexuale. Până în 2002, vârsta consimțământului în ceea ce privește actele sexuale pentru gay și lesbiene era mai mare decât pentru heterosexuali (18 ani).
La sfârșitul anului 2007, Partidul România Mare, organizație politică de extremă dreapta, a propus o lege în Senat, care ar fi interzis „propagarea ideilor și organizarea manifestațiilor de către homosexuali și lesbiene”, destinată în primul rând pentru a preveni organizarea paradei anuale „GayFest” din București. Propunerea a fost respinsă de Senat la data de 11 februarie 2008, cu 17 de voturi pentru, 16 abțineri și 27 de voturi împotrivă.
Pe 21 iulie 2015, Curtea Europeană a Drepturilor Omului a decis, în premieră, că toate persoanele, indiferent de orientarea sexuală, au dreptul la o formă de uniune, fie căsătorie, fie parteneriat civil. Practic, CEDO a decis că lipsa protecției prin legislație  pentru cuplurile de același sex reprezintă o încălcare a drepturilor omului. Totuși, Curtea a reiterat că mariajul pentru persoane de același sex nu este un drept al omului.  În același context, pe 12 martie, Parlamentul European a dat un vot covârșitor în favoarea unui raport anual privind drepturile omului, al italianului Pier Antonio Panzeri (S&D), care, printre altele, recomandă statelor membre să ia act de legalizarea căsătoriilor între persoane de același sex într-un număr din ce în ce mai mare de țări  și încurajează instituțiile Uniunii Europene și statele membre să contribuie în continuare la reflecțiile asupra recunoașterii căsătoriilor sau a parteneriatului civil între persoane de același sex ca o problemă politică, socială și de drept civil”. 24 de europarlamentari români au spus „da” raportului Panzeri.

## Legi împotriva discriminării LGBT
Din anul 2000, există o lege împotriva discriminării care nu permite discriminarea bazată pe orientare sexuală. Legea prevede protecția persoanelor LGBT într-o varietate de domenii, precum ocuparea forței de muncă, asigurarea și accesul la bunuri și servicii, locuințe, educație, asistență medicală, programe de radio și televiziune, egalitate în fața justiției și alte servicii publice și de securitate socială. Această lege, una dintre cele mai solide din Uniunea Europeană, a fost aplicată cu succes de Consiliul Național pentru Combaterea Discriminării (CNCD) în 2004, când TAROM a refuzat să le ofere cuplurilor homosexuale beneficiile de Ziua Îndrăgostiților (Valentine's Day), care erau valabile doar cuplurilor heterosexuale. TAROM a fost dat în judecată pentru discriminare pe bază de orientare sexuală și a fost amendat, situația fiind corectată conform legii anti-discriminare. Prin Rezoluția de combatere a homofobiei din Europa, Parlamentul European a stabilit în 2012 că e nevoie de o educație sexuală și că trebuie luptat împotriva homofobiei inclusiv prin mijloace administrative, judiciare și legislative.
Noul Cod Penal, intrat în vigoare în februarie 2014, cuprinde dispoziții care incriminează instigarea la discriminare și care califică motivarea unei infracțiuni pe bază de orientare sexuală drept circumstanță agravantă (Articolul 77). Cadrul legislativ actual face, de asemenea, referire la raportarea, monitorizarea și colectarea de date cu privire la infracțiunile motivate de ură. Totuși, legislația nu face referire la infracțiunile privind identitatea și expresia de gen. Cu toate acestea, legea nu a fost aplicată încă, astfel că marșurile împotriva homosexualității organizate de activiști de extremă dreapta, adeseori însoțite de mesaje anti-gay ofensatoare, au avut loc în numeroase rânduri fără a fi sancționate.

## Demografia estimată a populației LGBTQIA
Articol principal: Demografia orientării sexuale
Statisticile existente, mai vechi, la nivel european arată că 10% (estimare minimă) din populația unei țări este formată din persoane LGBT, așadar, în România se estimează că sunt 1.900.000 de persoane născute cetățeni români etichetate ca LGBT (neincluzînd acronimul LGBTQIA+). În România nu există nici o statistică în acest sens, deși comunități LGBT importante se găsesc în orașele mari precum București, Cluj-Napoca, Constanța sau Timișoara. Totuși, date furnizate de fosta Comisie pentru Drepturile Minorităților Sexuale estima în 1994 ponderea populației homosexuale din România la 4% (estimare minimă) din totalul populației.
Se estimează că în România sunt născute 120.000 (aproximativ 0,6%) de persoane transgen parte a comunității LGBTQIA+. Se estimează că sunt între 0,2-2,0% persoane născute intersex. Se estimează că 1% din populație are o orientare asexuală înnăscută fără a ține cont de persoanele trecute de o anume vârstă.

## Recunoașterea căsătoriilor între persoane de același sex
În momentul de față, în România, cuplurile gay nu se pot căsători, nici adopta copii pentru că nu sunt recunoscuți legal ca o familie. De asemenea, legislația românească interzice recunoașterea căsătoriilor între persoane de același sex sau a uniunilor civile încheiate legal în străinătate. România este, astfel, printre ultimele țări din UE care nu recunosc nicio formă de uniune civilă între persoane de același sex. Cu toate acestea, după o decizie a Curții de Justiție a Uniunii Europene din 5 iunie 2018, România nu poade împiedica libertatea de ședere a soților de același sex pe teritoriul său. Ulterior, pe 18 iulie 2018, Curtea Constituțională a decis că statul trebuie să recunoască dreptul de ședere în România al persoanelor de același sex căsătorite, dacă unul dintre membrii cuplului este cetățean UE.
Constituția României definește familia ca fiind bazată pe căsătoria liber consimțită între soți,fără a specifica genul acestora. Legislația care este în vigoare la acest moment nu lasă loc însă de interpretare pentru reprezentanții stării civile. Căsătoria poate fi încheiată legal doar între bărbați și femei, fără ca un cuplu format din persoane de același sex să poată beneficia legal de protecția statului ca și familie.
„Art. 48 – Familia
(1) Familia se întemeiază pe căsătoria liber consimțită între soți, pe egalitatea acestora și pe dreptul și îndatorirea părinților de a asigura creșterea, educația și instruirea copiilor. ”
Căsătoria dintre persoanele de același sex este interzisă de Codul Civil și nu există dificultăți de aplicare a acestor prevederi.
„Art. 259 – Căsătoria
(1) Căsătoria este uniunea liber consimțită între un bărbat și o femeie, încheiată în condițiile legii.”
La 5 iunie 2013, comisia parlamentară pentru revizuirea constituției a votat pentru a include un articol despre protejarea minorității sexuale împotriva discriminării în noua Constituție. Aceeași comisie a votat a doua zi schimbarea actualei legi a căsătoriei, care descrie căsătoria ca „o uniune consensuală între soți”, la un format mai restrictiv, descriind-o ca fiind „o uniune între un bărbat și o femeie”, interzicând astfel căsătoria între persoane de același sex. Confruntată cu o serie de proteste din societatea civilă și organizațiile interne și internaționale, cum ar fi ACCEPT și Amnesty International, comisia a retras ambele amendamente din forma finală prezentată la Curtea Constituțională . Zeci de ONG-uri au protestat față de această acțiune a comisiei parlamentare (pentru a retrage protecția constituțională împotriva discriminării pe bază de orientare sexuală) și au declarat următoarele: „membrii Comitetului pentru Revizuirea Constituțională refuză protecția cetățenilor care au cel mai mult nevoie de protecție împotriva discriminării” și că „în calitate de stat membru a Uniunii Europene, este obligatoriu ca România să pună în aplicare dispozițiile dreptului comunitar în legislația națională”.

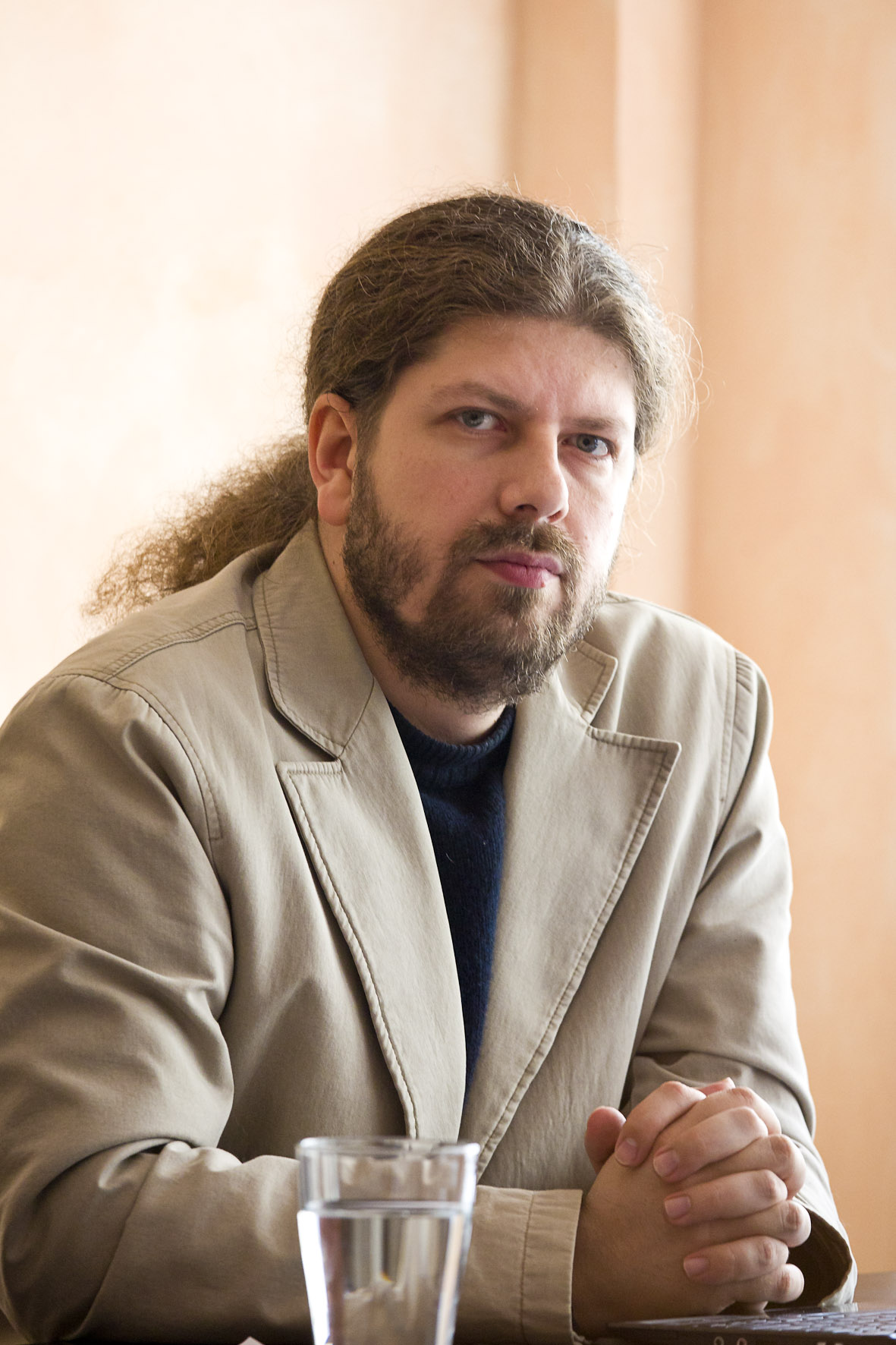
Remus Cernea, unul dintre puținii politicieni români care sprijină în mod public drepturile LGBT.

Unul dintre puținii politicieni care acordă sprijin public comunității LGBT din România este Remus Cernea, co-președintele Partidului Verde. În 2010, a fost singurul om politic care a participat la „GayFest”. În 2011, el și colegul lui, Claudiu Crăciun, au participat la parada gay, iar europarlamentarele Daciana Sârbu și Monica Macovei și-au arătat susținerea față de organizatori. În aprilie 2013, Remus Cernea anunța o propunere de lege privind parteneriatul civil între heterosexuali și între persoanele de același sex . Propunerea acestuia a fost întâmpinată cu critici din partea oponenților. Pe 7 iulie, Cernea a prezentat proiectul de lege în Senat, așteptând rapoarte și aprobări din partea comisiilor parlamentare competente. Pe 17 decembrie, proiectul de lege a fost respins de Senat cu 110 voturi împotrivă și doar două pentru. După trimiterea în Camera Deputaților, proiectul de lege a fost respins oficial pe 11 iunie 2014, cu o majoritate covârșitoare de 298 de voturi împotrivă. Totuși, Cernea nu a renunțat la această inițiativă legislativă. Mai mult, în 2014, pentru a-i convinge să voteze o lege privind parteneriatul civil între persoanele de același sex, Cernea le-a prezentat parlamentarilor două cupluri de homosexuali. În februarie 2017, proiectul parteneriatului civil, inițiat tot de Remus Cernea, a primit aviz favorabil în Comisia pentru drepturile omului din Camera Deputaților.
O altă inițiativă legislativă privind parteneriatul civil a fost depusă la Parlament pe 31 octombrie 2018, fiind semnată de 42 de aleși de la PSD, PNL, USR și UDMR. Inițiativa s-a bazat pe un proiect al Consiliului Național pentru Combaterea Discriminării, realizat cu sprijinul asociației ACCEPT și asumat și de organizațiile neguvernamentale din Coaliția Antidiscriminare și MozaiQ. Pe 28 martie 2019, Executivul a avizat negativ proiectul, arătând că, prin adoptarea Codului civil, Parlamentul și-a exprimat opțiunea politică legislativă în materia relațiilor de familie și că unica formă de conviețuire recunoscută este căsătoria între sexe diferite. În consecință, în iunie 2019, șapte cupluri gay, sprijinite de asociația ACCEPT, au dat în judecată statul român la CEDO, reclamând că acesta și-a încălcat obligația pozitivă de a acorda o formă de recunoaștere și protecție legală familiilor formate din cupluri de persoane de același sex.

### Decizia CEDO din 23 mai 2023
Curtea Europeană a Drepturilor Omului (CEDO) a decis că România trebuie să recunoască (legifereze) cel puțin parteneriatele civile între persoane de același sex. Prin a nu recunoaște dreptul de a întemeia un cuplu recunoscut legal pentru persoanele de același sex, România și-a încălcat obligațiile sale juridice asumate prin tratate internaționale. Țările membre ale Consiliului Europei și cele ale Uniunii Europene sunt obligate să respecte Convenția Europeană a Drepturilor Omului și, prin urmare, verdictele CEDO; se poate renunța la respectarea ei prin a părăsi Consiliul Europei și Uniunea Europeană.
Guvernul României are la dispoziție trei luni pentru a contesta decizia, dar dacă apelul va fi respins, România va fi obligată să adopte o legislație care să recunoască uniunile între persoane de același sex, altfel riscând sancțiuni de la Consiliul Europei. Reacționând la decizie, președintele Klaus Iohannis a spus că subiectul este „o chestiune complicată pentru România”. Membrii Bisericii Ortodoxe și ai Alianței pentru Unirea Românilor au cerut ca decizia să fie „ignorată”, ceea ce este imposibil din punct de vedere juridic.
Decizia, dacă va fi susținută după apel, va fi general obligatorie pentru cele 46 de țări care recunosc jurisdicția CEDO (nu se aplică doar României).
Conform lui Csaba Asztalos, chiar dacă guvernul român va face apel, apelul este din start sortit eșecului, existând deja decizia Marii Camere în cazul Fedotova, cu alte cuvinte apelul a fost deja judecat înainte de a fi promovat de către guvern.
România a făcut apel. Marea Cameră a declarat inadmisibil apelul României. Prin urmare, România are obligația juridică de a recunoaște legal și proteja familiile homosexuale.
În urma respingerii apelului, Lucian Romașcanu, purtătorul de cuvânt al PSD a afirmat că România se dedică împlinirii obligațiilor sale drept stat membru al UE, dar că există diferențe culturale semnificative între România și alte țări din UE. Prim-ministrul Marcel Ciolacu a afirmat într-un comunicat din noiembrie 2023 că rezolvarea problemelor juridice ale României cu privire la drepturile cuplurilor homosexuale nu este o prioritate pentru el, iar societatea românească nu este pregătită pentru acest lucru. În urma nerespectării acestei obligații juridice, UE poate amenda România cu sume considerabile pentru fiecare zi în plus de nerespectare a drepturilor omului.

## Adopție și planning familial
Legea 273/2004 privind procedura adopției în România nu prevede condiția de a fi heterosexual al adoptatorului, prin urmare, potrivit legislației interne, un homosexual ar putea pretinde să adopte un copil.
Pe plan european, în cauza E. B. versus Franța din 2008, Marea Cameră a Curții de la Strasbourg a stabilit că refuzul autorităților de a permite unei persoane să adopte un copil pe temeiul orientării sexuale (în cauză este vorba de o lesbiană) creează o diferență de tratament incompatibilă cu drepturile omului, aceasta întrucât este interzisă discriminarea unei persoane în ceea ce privește viața ei privată și de familie. În cauza X ș.a. versus Austria din 2013 Curtea spune că nu se poate refuza ca partenerul să adopte copilul celuilalt partener pe motivul că este de același sex. Punctele 26 și 27 din Recomandarea  5/2010 a Comitetului Miniștrilor al Consiliului Europei prevăd că în luarea deciziilor cu privire la responsabilitățile parentale sau la adopție nu trebuie să se facă discriminări pe bază de gen sau preferințe sexuale. Astfel, legislația sau practica României nu ar putea consacra niciodată interdicția unui homosexual de a adopta un copil.
Pe de altă parte, conform reglementărilor legale, două persoane nu pot adopta împreună copii, nici simultan și nici succesiv, cu excepția cazului în care sunt soț și soție. În plus, două persoane de același sex nu pot adopta împreună un copil.
Este legal pentru femeile necăsătorite, inclusiv lesbiene, să acceseze metode de inseminare artificială, precum fertilizarea in vitro (FIV). În 2005, Curtea Constituțională a decis că este neconstituțional refuzul reproducerii asistate medical, cum ar fi FIV, la persoane fizice sau necăsătorite.

## Serviciu militar
Până în 2001, homosexualitatea însemna „interzis” în armată. Astăzi, când serviciul militar nu mai este obligatoriu, ci un loc de muncă, Ministerul Apărării declară că persoanele gay se bucură de același tratament cu heterosexualii. Potrivit politicii de recrutare a MApN, „este dreptul fiecărui cetățean român să ia parte la structurile militare ale țării noastre, indiferent de orientarea lor sexuală”. Acesta este un drept garantat prin Constituție, prin Codul Muncii și prin convențiile internaționale ratificate de România. Cu toate acestea, membri LGBT ai armatei aleg să nu-și dezvăluie orientarea sexuală din pricina discriminării.

## Identitate de gen
Din 1996, este posibil pentru cineva care a trecut printr-o operație de schimbare de sex să își schimbe legal genul pentru a reflecta noul sex biologic. În România există cel puțin 180 de persoane trans, însă doar șapte dintre ele au reușit să își schimbe actele de identitate astfel încât să corespundă cu actualul lor gen. Prima operație de schimbare de sex a avut loc în 1995.
În sistemul de drept românesc nu există o lege specială, așa cum există spre exemplu în Germania, care să reglementeze aspectele de natură medicală și legală legate de intenția unei persoane pentru efectuarea unei operații de schimbare de sex. Legea privind actele de stare civilă și legea privind documentele de identitate oferă indicații indirecte în ceea ce privește procedura de schimbare de sex și modificarea numelui și a datelor de identificare. Legislația românească nu menționează termenul „transgen” sau termeni echivalenți. Teoretic, persoanele transgen sunt protejate de prevederile din legislația antidiscriminare, dar nu există indicații clare pentru schimbarea stării civile sau pentru procedura reatribuirii de gen. Totuși, formularea „orice alt criteriu” din art. 2, alin. (1) al OG 137/2000 privind prevenirea și sancționarea tuturor formelor de discriminare poate fi interpretată ca acoperind identitatea și expresia de gen. Pentru schimbarea stării civile este nevoie de o decizie judecătorească, bazată, în practică, pe un certificat eliberat de Institutul Național de Medicină Legală, în urma unei proceduri caracterizate de asociația ACCEPT drept arbitrară și invazivă. După admiterea acțiunii de modificare a actelor de stare civilă ca urmare a schimbării de sex, realizarea operației, expertiza INML care să ateste noul sex, are loc, doar prin procedură administrativă, schimbarea prenumelui persoanei trans. Ulterior se atribuie un nou CNP, se înscriu mențiunile corespunzătoare pe marginea actelor de stare civilă și se obțin noile acte de identitate.
Persoanele transgender se confruntă cu bariere structurale în accesarea unor servicii medicale corespunzătoare, din cauza accesului limitat la polițele de asigurări, costurilor terapiei și prejudecăților și discriminărilor răspândite în sistemul medical. În ansamblu, comunitatea medicală dispune de experiență și cunoaștere limitate în acest domeniu. Persoanele transgender sunt adesea tratate ca pacienți psihiatrici și există doar puțini endocrinologi dispuși să ofere tratament hormonal persoanelor transgender. Primul ONG care deservește nevoile comunității transgen din România, TRANSform, a fost înființat în 2013 de către Sasha Ichim și Patrick Brăila.
| Legislația antidiscriminare | Cerințe pentru reatribuire de gen | Posibilitatea de a schimba numele în cazul reatribuirii de gen | Posibilitatea de a modifica certificatul de naștere | Posibilitatea de a se căsători în noul gen | Obligația de a divorța pentru a obține un nou gen |
| --------------------------- | --------------------------------- | -------------------------------------------------------------- | --------------------------------------------------- | ------------------------------------------ | ------------------------------------------------- |
| nicio lege                  | nicio prevedere                   | nicio lege                                                     | nicio lege                                          | nicio lege                                 | nicio lege                                        |

## Problema donării de sânge
În prezent, în România este interzisă donarea de sânge din partea bărbaților care au întreținut relații sexuale cu alți bărbați, principalul motiv fiind riscul ridicat de infectare cu BTS. În septembrie 2007, Consiliul Național pentru Combaterea Discriminării, analizând o sesizare în ceea ce privește întrebările legate de relațiile homosexuale din chestionarul impus de lege pentru donatorul de sânge, prin coroborare cu încadrarea între criteriile de excludere permanentă de la donare, a recomandat Ministerului Sănătății să depună toate diligențele pentru înlăturarea discriminării. Conform Consiliului, prin formularea acestor întrebări se aduce atingere demnității și se creează „o atmosferă ostilă, degradantă, umilitoare și ofensivă pentru homosexuali”. În anul 2008, la aproape 3 luni după decizia Consiliului, pentru a se conforma respectivei hotărâri, Ministerul Sănătății a venit cu o propunere de modificare a ordinului privind informațiile comunicate de donatori. Propunerea nu s-a concretizat niciodată. Pe plan european, pe 29 aprilie 2015, Curtea Europeană de Justiție din Luxemburg a propus excluderea persoanelor gay de pe lista donatorilor de sânge, fără ca decizia să fie considerată o discriminare bazată pe orientarea sexuală.

## Situația bolnavilor de HIV/SIDA
Căi de transmitere a HIV în România (2017)
     Verticală (1,6%)
     BSB (19,5%)
     CDI (12%)
     BSB/CDI (0,3%)
     Heterosexuală (65%)
     Necunoscută (1,6%)
Un raport al Centrului Național de Luptă Anti-SIDA din 2017 a relevat că infectările noi cu HIV la bărbații bisexuali sau gay reprezintă 19,5% din totalul infectărilor noi din România. Astfel, bărbații care întrețin relații sexuale cu alți bărbați constituie categoria cu a doua cea mai mare pondere în numărul de infecții noi cu HIV/SIDA. Acest lucru este perpetuat și de lipsa igienei sexuale. Potrivit raportului UNAIDS pe anul 2012, doar între 25 și 49% din BSB români folosesc prezervativ în timpul actului sexual. Tendința de infectare este în creștere în ultimii ani, iar, potrivit directorului UNOPA, Iulian Petre, „lucrul acesta se suprapune cu o scădere majoră a programelor de informare și de prevenire a infectării, scădere datorată neimplicării statului în susținerea unor astfel de programe”. Studii internaționale au relevat că bărbații gay sunt de 19 ori mai vulnerabili la contractarea virusului decât restul populației, aici contribuind o serie de factori biologici, comportamentali și legali. Aceștia sunt predispuși stigmatului homofob, discriminării și violenței, ceea ce îi determină să își ascundă identitatea și orientarea sexuală. Mulți se tem de o reacție negativă din partea personalului medical și, astfel, au mai puține șanse să acceseze serviciile de prevenție, testare și tratament pentru HIV.
Potrivit Claudiei Cătană de la Fundația Romanian Angel Appeal (RAA), „România este singura țară din Europa care are o lege pentru persoanele care trăiesc cu HIV/SIDA”. În octombrie 2002, a intrat în vigoare Legea 584 privind măsurile de prevenire a răspândirii maladiei SIDA în România și de protecție a persoanelor infectate cu HIV sau bolnave de SIDA, prin care sunt apărate drepturile acestora. De asemenea, România și Serbia sunt singurele două țări din regiune care asigură acces universal la tratament antiretroviral pentru peste 60% dintre persoanele infectate cu HIV. Însă provocările cărora România încă trebuie să le facă față sunt legate de asigurarea continuității tratamentului la aceleași standarde de calitate și de promovarea unor măsuri de prevenire a transmiterii HIV în rândul populației tinere și a grupurilor vulnerabile.
Primul caz de HIV/SIDA din România a fost diagnosticat în 1985, iar din 1989 au fost semnalate cazuri la copii. Încă de la identificarea virusului imunodeficienței umane (HIV) în 1983, această boală era catalogată drept „cancerul homosexualilor”, datorită incidenței mai mare a bolii în rândul comunității LGBT, dar și a ideii eronate conform căreia numai bărbații homosexuali sunt afectați de SIDA.
Potrivit unui studiu din anul 2006 al Human Rights Watch, deși legea prevedea că persoanele care au contractat virusul HIV au dreptul la confidențialitate și tratament adecvat, autoritățile rareori aplicau legea, și discriminarea persoanelor cu HIV/SIDA împiedica accesul la îngrijiri medicale și dentare de rutină. Încălcarea confidențialității privind statutul unei persoane cu HIV era des întâlnită și rar pedepsită. Guvernul acorda acestor persoane acces la terapie antiretrovirală; cu toate acestea, stigmatizarea și discriminarea persoanelor cu HIV/SIDA le împiedica în mod frecvent accesul la educație, alte îngrijiri medicale, servicii guvernamentale și loc de muncă. De asemenea, același raport acuza România că tinerii seropozitivi sunt discriminați și li se încalcă drepturile la educație și la îngrijire medicală pentru că oricum mor. Mai mult, Guvernul nu oferă niciun sprijin pentru programe destinate homosexualilor. Ca rezultat, în 2013, doar unul dintre cele două ONG-uri tradiționale care lucrează cu homosexualii au aplicat programe de sănătate pentru acest grup vulnerabil. Accentul a fost pus pe distribuirea de prezervative și schimbarea de comportament, prin utilizarea de mesaje de sănătate (prin Internet, telefoane mobile) și organizarea de grupuri de sprijin pentru homosexualii care trăiesc cu HIV.
Conform unui raport național de monitorizare a HIV/SIDA, la mijlocul anului 2017 au fost înregistrate din 1985 un total cumulat de 22.520 de cazuri de HIV/SIDA, aproape 40% dintre ele (8.235) fiind diagnosticate la copii (0–14 ani). Numărul de persoane care trăiesc cu HIV/SIDA în 2017 a fost de 14.655, puțin sub jumătate (6.875) fiind tineri adulți cu vârsta cuprinsă între 20−29 de ani.
| Calea de transmitere                                                   | 2007      | 2008      | 2009        | 2010      | 2011      | 2012        | 2013        | 2014      | 2015        | 2016        | 2017       |
| ---------------------------------------------------------------------- | --------- | --------- | ----------- | --------- | --------- | ----------- | ----------- | --------- | ----------- | ----------- | ---------- |
| Verticală*                                                             | 9 (2%)    | 13 (2,3%) | 23 (4,2%)   | 27 (5%)   | 22 (3%)   | 21 (2,3%)   | 28 (3%)     | 17 (2%)   | 19 (2,3%)   | 5 (0,7%)    | 5 (1,6%)   |
| BSB (bărbați sex cu bărbați)                                           | 20 (4%)   | 43 (8%)   | 51 (9,2%)   | 65 (11%)  | 103 (13%) | 98 (11%)    | 100 (10,4%) | 138 (15%) | 125 (15%)   | 132 (18%)   | 59 (19,5%) |
| CDI (consumatori de droguri pe cale intravenoasă)                      | 6 (1%)    | 4 (0,7%)  | 11 (2%)     | 17 (3%)   | 152 (19%) | 281 (31%)   | 288 (30%)   | 185 (21%) | 162 (20%)   | 113 (15,5%) | 37 (12%)   |
| BSB/CDI                                                                | N/A       | N/A       | 1 (0,2%)    | 1 (<0,2%) | 7 (1%)    | 7 (0,7%)    | 9 (1%)      | 9 (1%)    | 9 (1%)      | 1 (0,1%)    | 1 (0,3%)   |
| Heterosexuală                                                          | 367 (78%) | 423 (76%) | 417 (75,4%) | 428 (75%) | 468 (60%) | 457 (50,4%) | 523 (54%)   | 529 (59%) | 484 (58,7%) | 471 (64,5%) | 196 (65%)  |
| Necunoscută                                                            | 69 (15%)  | 73 (13%)  | 50 (9%)     | 33 (6%)   | 29 (4%)   | 42 (4,6%)   | 15 (1,6%)   | 21 (2%)   | 25 (3%)     | 9 (1,2%)    | 5 (1,6%)   |
| Total                                                                  | 471       | 556       | 553         | 571       | 781       | 906         | 963         | 899       | 824         | 731         | 303        |
| *copii născuți în anul în curs și copii cu depistare tardivă infectați |           |           |             |           |           |             |             |           |             |             |            |

## Atitudini sociale

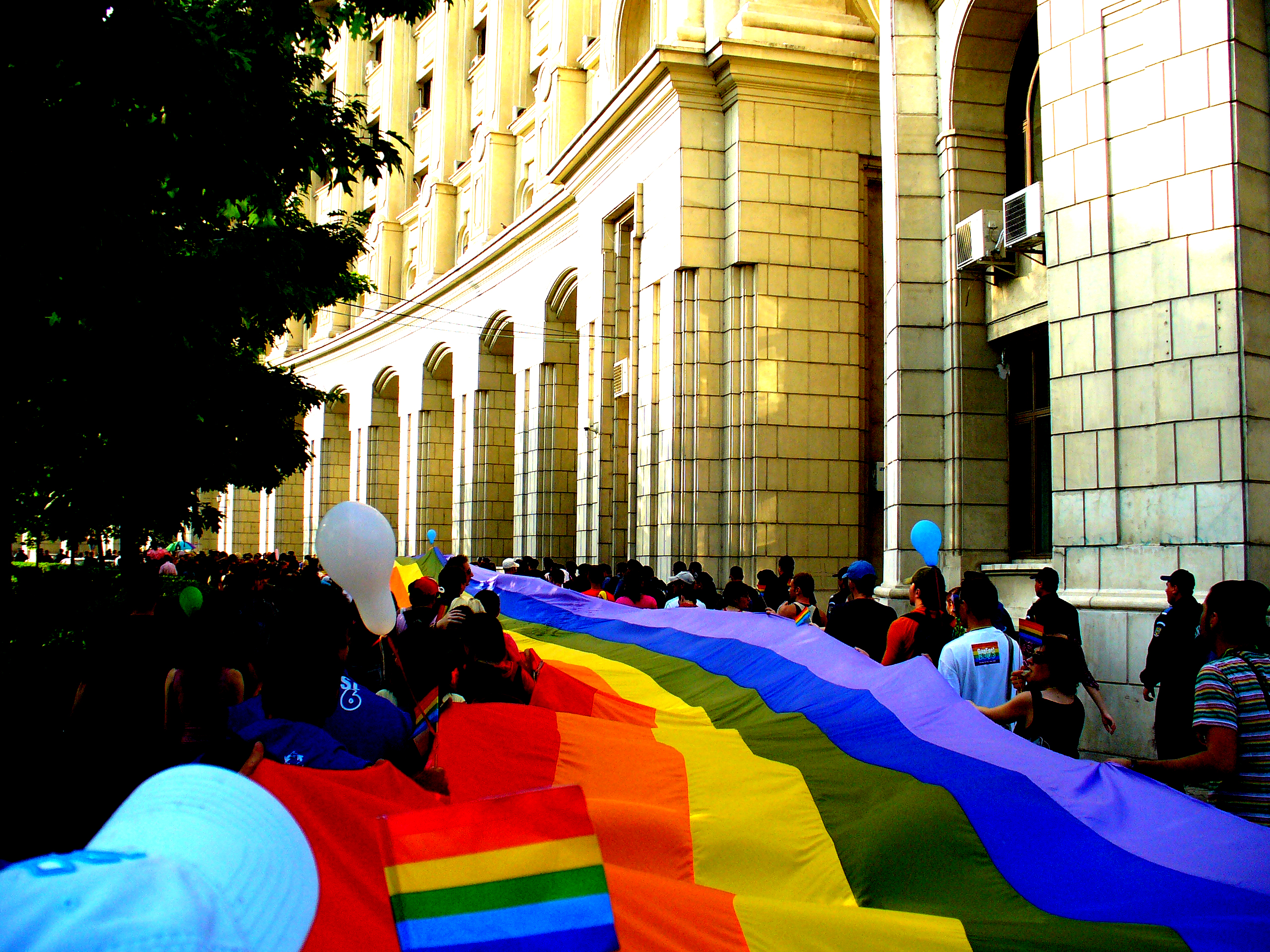
Manifestanți la parada gay din București (2006)

Deși ultima lege anti-gay, Articolul 200, a fost abrogată încă din 2001, atitudinile societății față de persoanele homosexuale și lesbiene sunt încă destul de discriminatorii, în special în zonele rurale. Homosexualitatea rămâne o chestiune socială și politică. Argumentele care descriu homosexualitatea ca pe un „viciu” sau un „păcat contra naturii” sunt comune.
Puțini politicieni români sunt vocali în privința susținerii drepturilor LGBT. Uniunea Salvați România este singurul partid parlamentar cu o viziune pro-LGBT. Marșurile „GayFest” din București au avut loc cu opoziție semnificativă din partea grupurilor de extremă-dreaptă (mai ales Noua Dreaptă), chiar dacă poliția a protejat persoanele din ambele grupuri. Mai mult decât atât, Noua Dreaptă a organizat „Marșuri pentru normalitate” concomitent cu paradele „GayFest”, având sloganuri împotriva drepturilor homosexualilor și a recunoașterii relațiilor între persoane de același sex. În afară de Noua Dreaptă, există un număr de partide precum Partidul România Mare și Partidul Conservator care au protestat împotriva festivalurilor gay din București și Cluj-Napoca.
Datorită trecutului de teroare, intimidări și umilințe, persoanele LGBT se temeau să își decline identitatea sexuală în public și să intervină ca atare în viața socială a României. În urma unui studiu întreprins în anul 2001 de către ACCEPT cu sprijinul ILGA-Europe și al Open Society Institute – Budapesta, această situație de marginalitate era auto-asumată de către cele mai multe dintre persoanele LGBT: ⅔ dintre respondenții studiului afirmau că trebuie să își ascundă orientarea sexuală pentru a minimaliza riscul discriminării și al actelor de violență. În ceea ce privește violența împotriva persoanelor LGBT, același raport al Asociației ACCEPT releva faptul că aproape 28% dintre cei chestionați au fost victimele violenței, 41,5% au fost hărțuiți, 35,8% au avut experiențe negative în interiorul familiilor de origine, iar 29,3% au fost discriminați la locul de muncă. Autorii actelor de discriminare și violență proveneau din toate mediile sociale – vecini, cunoștințe, cei responsabili cu aplicarea legii, colegi de serviciu, cadre didactice și colegi de clasă. Într-un sondaj derulat de către Agenția pentru Drepturi Fundamentale a Uniunii Europene (FRA) în 2012, 90% dintre persoanele LGBT din România au declarat că discriminarea e răspândită și foarte răspândită. Același sondaj relevă că în România 90% din cazurile de violență împotriva persoanelor LGBT nu sunt raportate organelor legii.
Într-un sondaj realizat de European Voluntary Service (EVS) în 2008 în 23 de țări europene se arata că România este a treia cea mai homofobă țară din Europa, după Albania și Ucraina. În ciuda aparențelor, la nivelul Uniunii Europene homofobia nu se corelează cu religia, ci cu comunismul. Statele foste comuniste prezintă un nivel (semnificativ) mai ridicat de homofobie decât cele care nu au avut regimuri comuniste.
| Atitudini asupra căsătoriilor gay în România (2017) | Atitudini asupra căsătoriilor gay în România (2017) | Atitudini asupra căsătoriilor gay în România (2017) | Atitudini asupra căsătoriilor gay în România (2017) | Atitudini asupra căsătoriilor gay în România (2017) |
| --------------------------------------------------- | --------------------------------------------------- | --------------------------------------------------- | --------------------------------------------------- | --------------------------------------------------- |
|                                                     |                                                     |                                                     |                                                     |                                                     |
| Împotriva                                           | Împotriva                                           |                                                     | 74%                                                 | 74%                                                 |
| Pentru                                              | Pentru                                              |                                                     | 26%                                                 | 26%                                                 |

Un sondaj Eurobarometru pe tema discriminării în Europa, realizat în 2015, arată că persoanele LGBT sunt cea mai discriminată categorie în România. Potrivit aceluiași sondaj, 36% dintre români consideră că persoanele LGBT ar trebui să aibă aceleași drepturi ca persoanele heterosexuale, în vreme ce 24% susțin că nu este nimic în neregulă cu o relație sexuală între două persoane de același sex. De asemenea, doar 21% dintre români consideră că căsătoriile gay ar trebui legalizate în întreaga Europă. În ceea ce privește drepturile LGBT, România este alături de Slovacia țara cea mai puțin tolerantă din Uniunea Europeană. Același sondaj relevă că:
- 59% dintre români s-ar simți total „neconfortabil” dacă în poziția cea mai înaltă în stat s-ar afla o persoană gay, lesbiană sau bisexuală;
- 42% dintre români s-ar simți total „neconfortabil” dacă ar lucra cu o persoană gay, lesbiană sau bisexuală;
- 66% dintre români s-ar simți total „neconfortabil” dacă ar avea fii sau fiice într-o relație cu o persoană de același sex;
- doar 17% dintre români s-ar simți „confortabil” dacă ar vedea doi bărbați manifestându-și afecțiunea în public;
- 57% dintre români s-ar simți total „neconfortabil” dacă în poziția cea mai înaltă în stat s-ar afla o persoană transsexuală;
- 43% dintre români s-ar simți total „neconfortabil” dacă ar lucra cu o persoană transsexuală;
- 67% dintre români s-ar simți total „neconfortabil” dacă ar avea fii sau fiice într-o relație cu o persoană transsexuală;
- doar 29% dintre români consideră că persoanele transsexuale ar trebui să poată să-și schimbe identitatea.

În mai 2015, PlanetRomeo, o rețea de socializare destinată persoanelor LGBT, a publicat Gay Happiness Index (GHI). Bărbați gay din peste 120 de țări au fost întrebați cum se simt în legătură cu atitudinea societății fată de homosexualitate, cum resimt modul în care sunt tratați de către alte persoane și cât de mulțumiți sunt aceștia cu viețile lor. România s-a clasat pe locul 65, cu un scor GHI de 41, mai mare decât în țările vecine Bulgaria, Moldova, Serbia și Ucraina, dar sensibil mai scăzut decât în Ungaria.
În mai 2017, un sondaj al Pew Research Center în rândul țărilor ortodoxe a arătat că 26% dintre români sprijină legalizarea căsătoriilor gay, iar în rândul tinerilor între 18 și 34 de ani procentul crește la 33%. De altfel, generațiile tinere tind să aibă atitudini mai permisive față de alte orientări sexuale.
Potrivit unui sondaj de opinie realizat de Centrul de Sociologie Urbană și Regională (CURS) pentru Coaliția pentru Familie (CpF) în octombrie 2017, 87% din români sunt împotriva definirii căsătoriei ca uniunea dintre două persoane indiferent de sexul acestora. De asemenea, o largă majoritate consideră că legalizarea căsătoriei între persoane de același sex ar afecta natalitatea și educația copiilor și că biserica are un rol pozitiv în societate. Același sondaj relevă că:
- 87% consideră că cuplurile de același sex nu ar trebui să aibă voie să adopte copii;
- 91% din respondenți au fost de acord cu afirmația „Căsătoria trebuie definită ca o uniune tradițională dintre bărbați și femei cu scopul de procreare, de creștere și educare a copiilor”;
- 83% ar vota împotriva legalizării căsătoriilor dintre două persoane de același sex;
- 65% nu sunt de acord cu legalizarea parteneriatelor civile;
- 78% consideră că legalizarea căsătoriei între persoane de același sex ar avea efecte nedorite în domenii precum cel al educației școlare sau juridic;
- 70% nu sunt împotriva relațiilor de iubire între persoane de același sex, dar nu sunt de acord să aibă voie să se căsătorească.

### Educație
În septembrie 2006, Consiliul Britanic a realizat un studiu în mai multe orașe din România, prin care a încercat, printre altele, să verifice convingerile tinerilor români cu vârste cuprinse între 15 și 25 de ani în privința drepturilor LGBT. Dintre cei intervievați, 39,1% au considerat că drepturile LGBT ar trebui extinse, 35,9% consideră că situația drepturilor LGBT este satisfăcătoare în România, în timp ce 15,6% dintre oameni au declarat că persoanele LGBT au prea multe drepturi. 9,4% au fost indeciși. În plus, 71,9% dintre tinerii intervievați au declarat că drepturile LGBT ar trebui să fie protejate, indicând un nivel relativ ridicat de acceptare în rândul acestui grup demografic. Pe de altă parte, unul din patru elevi români este de părere că un homosexual sau o lesbiană este o ființă inferioară, iar o pătrime chiar ar interveni într-o bătaie a cărei victimă este un coleg gay, arată primul studiu care analizează liceele românești din perspectiva orientării sexuale, realizat de organizația ACCEPT. Problemele din educație cu care se confruntă elevii LGBT sunt numeroase: tinerii se tem să fie vizibili și să vorbească deschis despre identitatea lor din cauza prejudecăților și a lipsei de informare a cadrelor didactice asupra comunității LGBT. Situațiile de discriminare, de bullying sau hărțuire, sunt cu atât mai grave pentru tinerii gay și trans sau cei percepuți ca atare.
Studiul Un liceu sigur pentru toți privind atitudinile liceenilor față de persoanele LGBT, precum și experiențele liceenilor care se indentifică ca aparținând comunității LGBT din România, publicat în februarie 2016 și implementat de Asociația ACCEPT, a arătat că șapte din zece elevi de liceu LGBT consideră că nu sunt în siguranță la școală, mai ales din punct de vedere emoțional. Șase din zece studenți au fost martori sau victime ale unui act de agresiune, în timp ce doar 5% au spus că ar cere ajutor de la un profesor sau director de școală în cazul în care o persoană este agresată din cauza orientării sale sexuale. Doi din cinci elevi intervievați consideră că bărbații homosexuali sau femeile lesbiene nu ar trebui să predea în școli. Peste jumătate dintre elevi (51%) consideră că operațiile de schimbare de sex sunt condamnabile din punct de vedere moral.
Prima platformă educațională online cu informații despre discriminare, orientare sexuală și identitate de gen a fost lansată în martie 2016 de către ONG-ul ACCEPT. Platforma LGBT Learning (site oficial) se adresează în special elevilor și profesorilor, dar poate fi accesată de oricine. Site-ul conține informații despre istoria comunității LGBT și sfaturi cu privire la modul de abordare a bullying-ului și hărțuirii.

### Sănătate
Conform articolului 35 din Carta drepturilor fundamentale a Uniunii Europene, „orice persoană are dreptul de acces la asistența medicală preventivă și de a beneficia de îngrijiri medicale în condițiile stabilite de legislațiile și practicile naționale”. Articolul 168 al Tratatului privind funcționarea Uniunii Europene conferă UE o competență legislativă limitată în domeniul sănătății publice care, în principiu, rămâne într-o mare măsură prerogativa fiecărui stat membru. La nivel național, principiul accesului nediscriminatoriu la asistență medicală este stipulat în Legea nr. 95/2006, republicată în 2015. Astfel, conform art. 98, alin. (7), „primul ajutor calificat și asistența medicală de urgență se acordă fără nicio discriminare legată de, dar nu limitată la, venituri, sex, vârstă, etnie, religie, cetățenie sau apartenență politică, indiferent dacă pacientul are sau nu calitatea de asigurat medical”. Separat, OG 137/2000 interzice discriminarea ca principiu general și prevede că accesul la asistență medicală, ca drept fundamental al cetățenilor României, trebuie acordat pe bază de egalitate.
În domeniul sănătății, discriminarea împotriva persoanelor LGBT încă există, dar este larg subraportată. Un studiu efectuat în 2015 de TNS pentru Consiliul Național pentru Combaterea Discriminării arăta că 41% dintre respondenți credeau că persoanele cu o altă orientare sexuală sunt discriminate în mare sau foarte mare măsură în spitale.
În cazul persoanelor transgen, există o lipsă de specialiști medicali cu experiență și calificare în lucrul cu astfel de persoane, explicată prin faptul că problemele persoanelor transgen sunt slab prezentate în curricula medicală. Operația de schimbare de sex poate avea loc numai după o decizie a unui judecător, în baza unui certificat eliberat de INML. Evaluarea INML este reglementată de o scrisoare metodologică privind desfășurarea expertizelor medico-legale psihiatrice, în care „tulburarea de identitate sexuală” este inclusă ca o „situație specială în cauze civile”. În ceea ce privește evaluările psihiatrice, tratamentele hormonale, precum și operația de schimbare de sex, Ministerul Sănătății nu reglementează procedurile specifice, metodologia, standardele profesionale și etice privind problemele persoanelor transgen. De asemenea, procedurile medicale, terapia hormonală și operația de schimbare a sexului nu sunt acoperite de asigurarea publică de sănătate.

### Piața muncii
Asociația ACCEPT a realizat un proiect de cercetare la scară mică pentru a documenta politicile, practicile și atitudinile privind discriminarea persoanelor LGBTI la locul de muncă pentru prima dată în România. Sondajul online a primit 180 de răspunsuri. Mai puțin de jumătate dintre respondenții LGBT au afirmat că angajatorul lor actual sau trecut a apreciat diversitatea, în timp ce 32% au declarat că sunt siguri că diversitatea nu a fost apreciată la locul lor de muncă. 64% dintre respondenți au spus că își ascund identitatea sexuala la locul de muncă sau sunt deschiși doar cu un număr restrâns de colegi. 44% au raportat absența unor politici interne pentru a proteja persoanele LGBTI împotriva abuzului și aproape un sfert dintre respondenți au declarat că sunt îngrijorați de siguranța lor personală.

### Religia și LGBT
Religia este prevalentă în sfera publică din România. Icoane ale sfinților ortodocși atârnă în aproape toate instituțiile de învățământ, iar ora de religie, opțională din 2015, este predată de profesori aprobați de către Biserică. Religia joacă un rol important în formarea opiniei publice și a culturii politice cu privire la drepturile omului și drepturile LGBT în special. Un număr semnificativ de preoți, pastori, politicieni și activiști folosesc domeniul public pentru a stigmatiza persoanele LGBT. Actorii religioși folosesc retorica anti-gay pentru a recruta voluntari, a mobiliza alegătorii și a pune presiune asupra legislatorilor. O propunere de modificare a Constituției în sensul eliminării posibilității de legalizare a căsătoriei între persoanele de același sex este rezultatul unui astfel de lobby religios. Biserica păstrează o poziție destul de fermă în ceea ce privește căsătoria, promovând modelul tradițional, model împărtășit de marea majoritate a românilor și respingând parteneriatele civile sau alte forme de recunoaștere a cuplurilor de același sex. BOR a militat împotriva dezincriminării homosexualității și împotriva marșurilor LGBT, exercitându-și influența asupra membrilor parlamentului și administrației. Descriind persoanele LGBT ca fiind „inamicul suprem” sau „armata lui Satan”, poziția publică a Bisericii a fost de cele mai multe ori homofobă. Ca reacție la marșurile LGBT, „marșuri ale normalității” au fost organizate de către Biserica Ortodoxă, Partidul Conservator și mai multe grupuri extremiste. Actualul patriarh, ÎPS Daniel a reiterat în nenumărate rânduri susținerea sa față de „efortul Bisericii de a apăra familia naturală, tradițională, universală și de a rezista în fața unor «modele» noi de familie”. Și predecesorul său, Teoctist Arăpașu, a făcut publică în 1994 dezaprobarea sa privind homosexualitatea, în semn de protest față de intenția legislativului de atunci de a ușura dispozițiile împotriva homosexualității din Codul Penal. Adresându-se țării prin canalul televiziunii de stat, Teoctist critica parlamentul și caracteriza homosexualitatea drept „un păcat care nu are nimic de-a face cu drepturile omului”.
În luna aprilie 2016, Papa Francisc a subliniat faptul că atitudinea discriminatorie în ceea ce privește practica Bisericii catolice față de homosexuali și lesbiene este inacceptabilă și că atitudinea preoților ar trebui să se schimbe, atâta timp cât acest lucru nu are ce să schimbe doctrina oficială. În acest context, Biserica Catolică din România a reafirmat faptul că este împotriva parteneriatelor civile, într-o scrisoare deschisă a Conferinței Episcopilor din România adresată în martie 2017 Legislativului. În respectiva scrisoare, cardinalul Lucian, președintele CER, a afirmat că „revendicarea unor «drepturi speciale» legate de anumite preferințe sexuale este o ideologie îndreptată în mod explicit spre subminarea moralității și a instituțiilor acestei Civilizații – începând cu familia – cu scopul declarat de a o distruge”.
Insă, unii apărători ai drepturilor persoanelor născute LGBTI, consideră că însăși fondatorul creștinismului era o persoană născută non-heteronormativă.

### În mass-media
În anii de dinaintea abrogării Articolului 200, majoritatea cazurilor în care minoritățile sexuale apăreau în presa scrisă au fost de natură senzaționalistă sau în secțiunea de cancan unde erau descrise evenimente globale și viețile celebrităților internaționale. Mai multe reviste săptămânale au avut poziții diferite în ceea ce privește abrogarea Articolului 200. Printre cele care susțineau drepturile homosexualilor, în principal de orientare liberală, se numărau Dilema veche și Revista 22, în timp ce România Mare, revistă deținută de partidul ultranaționalist omonim, se poziționa sistematic și vehement împotriva drepturilor acestora.
În ultimii ani, subiecte precum marșurile gay și căsătoria între persoane de același sex au ajuns deseori titluri de știri. Reprezentarea persoanelor LGBT în mass-media este adesea caricaturală. Persoanele LGBT sunt prezentate ca indecente, provocatoare, promiscue sau ca inversând rolurile de gen, în timp ce bărbații homosexuali sunt frecvent asociați cu travestiții. Asemenea stereotipuri se datorează nu numai lipsei de informații din partea jurnaliștilor, dar și absenței unui culturi a coming out-ului în comunitatea LGBT românească. Un raport de monitorizare a presei în perioada 1 septembrie 2005–28 februarie 2006 realizat de ACCEPT a identificat 167 de articole publicate în șapte cotidiane naționale (Adevărul, Libertatea, Ziua, Evenimentul zilei, România liberă, 7 Plus și Cotidianul) care fac referire la LGBT. Tabloidele au fost cele în care au apărut cele mai multe astfel de articole. ACCEPT a observat tendința de a mediatiza în special bărbații gay, lesbienele fiind foarte puțin vizibile. Atitudinea jurnaliștilor față de LGBT era, în general, neutră, deși 30% din articolele monitorizate prezentau LGBT într-o manieră negativă. Stereotipurile alimentate prin articolele din presă au fost, în principal, cele legate de infracționalitate, în special de pedofilie.
Discursul de ură pe Internet este, de asemenea, o problemă. Unele ziare au introdus un cod de conduită prin care resping discursul de ură, însă, în multe cazuri, nu este posibilă identificarea proprietarului sau gazdei unui website. De cele mai multe ori, atitudinile homofobe ale celebrităților autohtone au fost aspru criticate și, în unele cazuri, chiar sancționate. Printre acestea se numără Mihaela Rădulescu, cea care jignea comunitatea LGBT în cadrul emisiunii-concurs Românii au talent, și Cheloo, pentru ale cărui remarci discriminatorii față de un concurent gay din cadrul emisiunii X Factor postul Antena 1 a fost amendat de CNA.
Comunitatea LGBT din România se bucură de o bună reprezentare pe rețelele de socializare, în special Facebook. Aici există zeci de grupuri pentru persoanele LGBT și aliații lor din țară, cel mai mare dintre ele având peste 3.400 de membri.

## Cultura LGBT în România

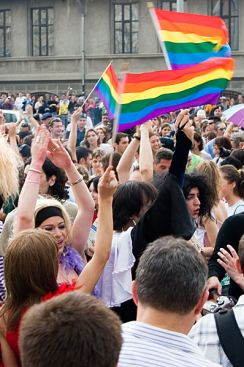
Ediția din 2005 a „GayFest” (azi Bucharest Pride) a inclus pentru prima dată o paradă de pride.

Municipiul București este cel mai important spațiu urban pentru persoanele LGBT din România, fiind singurul oraș în care acțiunile de recunoaștere a drepturilor persoanelor aparținând minorităților sexuale și identității de gen au putut să fie organizate în mod susținut. În prezent, în baza estimării științifice de 5–7% aferente minorităților sexuale și identității de gen din orice populație eterogenă, comunitatea LGBT din București numără peste 100.000 de persoane. Deși Bucureștiul are numeroși artiști, activiști și jurnaliști „out”, care militează pentru eliminarea discriminării organizate împotriva comunității LGBT, activitățile în afara capitalei tind să fie limitate ca urmare a opresiunii politice, religioase și sociale. În ciuda unui acces mai mare la comunitatea activă din București prin social media, un decalaj consistent încă există în unificarea activiștilor din provincie cu cei din capitală.
Cu populația sa studențească numeroasă, Cluj-Napoca are un mediu mult mai deschis decât majoritatea celorlalte orașe românești. Aici își are sediul Be An Angel Romania (BAAR). Înființată de Lucian Dunăreanu în 2002, BAAR militează pentru drepturile persoanelor LGBT din această parte a țării. Până în 2006, organizația a publicat Switch, o revistă LGBT care a fost distribuită în mod gratuit și care a reprezentat succesorul revistei Angelicuss, prima publicație periodică din România despre comunitatea homosexuală (de asemenea publicată de către Be An Angel). Din 2017, Cluj-Napoca este gazda Cluj Pride, primul festival de anvergură destinat comunității LGBT din Transilvania.

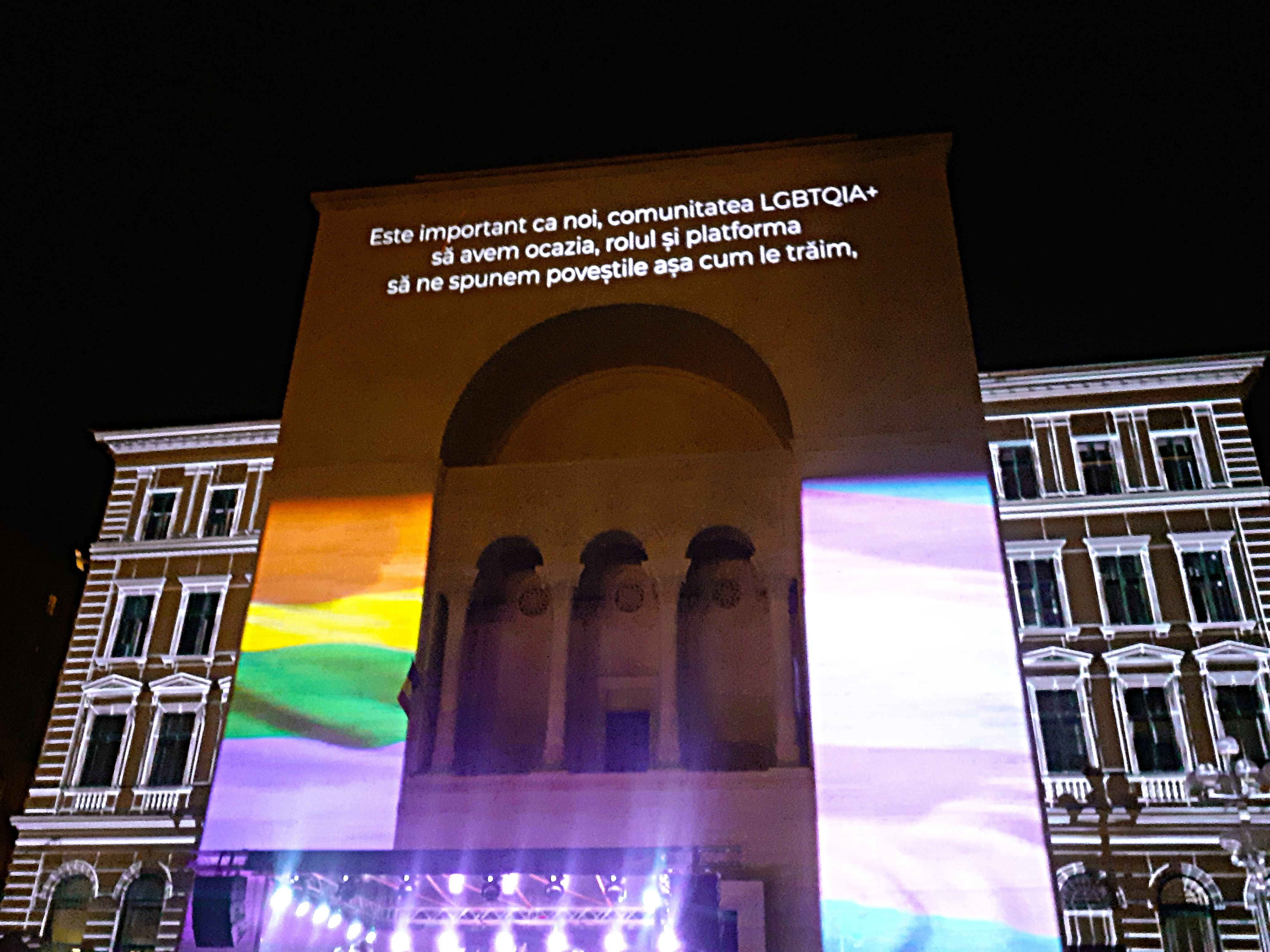
Opera Națională din Timișoara, luminată cu steagul LGBT în urma proiecției documentarului Libertate? (2023).

La Timișoara a fost înființat în 2012 primul grup de suport și consiliere pentru bărbați gay care trăiesc cu HIV din regiune, LGBTeam. Un an mai târziu, singurul club gay din Timișoara a fost închis. Locatarii imobilului în care funcționa clubul se plângeau de „activitățile imorale” din club, în timp ce patronul Lucian Dunăreanu acuza vecinii și autoritățile de discriminare. În vara lui 2017 a luat naștere la Iași ONG-ul Rise OUT care organizează regulat întâlniri comunitare cu persoanele LGBT din oraș. Potrivit fondatorului organizației, comunitatea LGBT din Iași numără cel puțin 3.000 de persoane.
Organizarea Marșului Diversității din anul 2005, a Festivalului Lunii Istoriei LGBT din anul 2011, dar și existența unei societăți civile LGBT puternice, atât formală, cât și informală (Asociația ACCEPT, Asociația TRANSform, Fundația PSI, Asociația MozaiQ, Grupul Studențesc Campus Pride) au contribuit la conservarea și dezvoltarea unei culturi LGBT locale. Campus Pride este prima inițiativă din România ce urmărește crearea unui mediu sigur pentru toți studenții din mediul universitar românesc, indiferent de orientarea lor sexuală sau identitatea de gen. Proiectul, dedicat și creat de către studenții LGBT din București, promovează crearea de spații sigure în care aceștia se vor putea informa, socializa și forma abilități de viață și leadership, în contextul unor realități încă profund homofobe și transfobe. În 2011, Poiana Brașov a găzduit cea de-a zecea ediție a Mr Gay Europe, un concurs de frumusețe destinat bărbaților gay din Europa.
Bucureștiul are câteva locuri LGBT-friendly unde membrii comunității se întâlnesc fără frica de a fi discriminați. În 2019, în România funcționau cinci cluburi gay: Queens (în București), Delirio (în Cluj-Napoca și Sibiu), Amstel (în Constanța) și Unique (în Timișoara). Petreceri răzlețe sau evenimente cu această tematică se organizează și în alte orașe ale țării, cum ar fi Oradea, Iași și Târgu Mureș.

### Cinematografie
În ultimii ani, cinematografia homosexuală a cunoscut o creștere spectaculoasă în România, mai ales prin organizarea unor festivaluri de film tematice, precum Serile Filmului Gay și Feminist and Queer International Film Festival. În 2006, filmul Legături bolnăvicioase a avut premiera în cadrul Festivalului Internațional de Film de la Berlin ca parte a Premiilor Teddy. Filmul prezintă povestea de dragoste dintre studentele Alex și Kiki. Pelicula După dealuri, în regia lui Cristian Mungiu, a fost nominalizată în 2012 pentru Queer Palm, premiu acordat filmelor cu tematică LGBT în cadrul Festivalului de Film de la Cannes. În toamna lui 2016, HBO a difuzat Valea mută, prima miniserie românească în care este înfățișată relația dintre două persoane de același sex. În 2017 a fost lansat Soldații. Poveste din Ferentari, ecranizare a romanului autobiografic omonim de Adrian Șchiop și debutul cinematografic al Ivanei Mladenovic. Filmul se concentrează pe povestea tumultuoasă și aparent imposibilă de dragoste dintre Adi, un antropolog, și Alberto, fost deținut rom. În cadrul galei Gopo 2019, filmul a câștigat premiul pentru cel mai bun film de debut.

### Industrie muzicală
O sporire a vizibilității diversității orientărilor sexuale se observă și în industria muzicală. În anii recenți, numeroși artiști români au introdus teme homoerotice în videoclipurile lor muzicale, deseori criticate de publicul mai conservator. Exemple includ videoclipul Alexandrei Stan pentru piesa „I Did It, Mama!”, cel al lui Pepe pentru piesa „Tortura” și cel al fetelor de la G Girls (Inna, Alexandra Stan, Antonia și Lori) pentru piesa „Call the Police”.

### Literatură
Spre deosebire de literatura occidentală, literatura românească este săracă în povestiri homoerotice. Istoric, scriitorii români au asociat homosexualitatea cu ceva străin, impropriu poporului român. Scriitorii homosexuali au fost marginalizați, iar astfel de povestiri cenzurate. Cu toate că nu era homosexual, Geo Bogza a ispășit o pedeapsă de doi ani de închisoare pentru temele abordate în azi binecunoscutul „Poem invectivă”.
Există contexte literare în care este tematizată homosexualitatea, cu variante culturale și de gen. În acest cadru, scriitorii și operele ce pot constitui perimetrul zero al literaturii române de factură gay/queer, fără a ține seama de dimensiunea explorării temei în fiecare dintre contexte, sunt: Ion Creangă, Povestea poveștilor (1878), Mateiu Caragiale, Remember (1921) și Craii de Curtea-Veche (1929), Ionel Teodoreanu, La Medeleni (1925–1927), Panait Istrati (Stavru, din Povestirile lui Adrian Zografi, 1923), Max Blecher, Întâmplări în irealitatea imediată (1936), Eugen Barbu, Princepele (1969), Mircea Cărtărescu, Travesti (1994), Ion Negoițescu, Straja dragonilor (1994), Cecilia Ștefănescu, Legături bolnăvicioase (2002), Adrian Șchiop, pe bune/pe invers (2004) și Zero grade Kelvin (2009), Dora Pavel, Do Not Cross (2011). Istoricii Constanța Vintilă-Ghițulescu și Andrei Oișteanu au inventariat o serie de episoade timpurii, de la cronica lui Laonic Chalcocondil despre violul homosexual la care Mahomed al II-lea l-a supus pe Radu cel Frumos (fratele lui Vlad Țepeș) până la cererea de divorț depusă la 3 octombrie 1836 de Ruxandra Balș, care îl reclama mitropolitului Moldovei pe soțul ei, hatmanul Anastasachi Bașotă, că o privează de „plăcerile însoțârei”. Sodomia era condamnată de biserică și pedepsită prin lege, fiind supusă în același timp unui fenomen de exotizare prin asocierea cu moravurile importate din Imperiul Otoman. Astfel, în Duduca Mamuca, B. P. Hasdeu face trimitere la „obicee turcești” care nu sunt altceva decât practici homosexuale.
O prezență în scena culturii românești, care nu și-a ascuns înclinațiile și a provocat scandaluri, a fost Petru Comarnescu, critic literar, eseist și unul dintre fondatorii revistei „Criterion”. Binecunoscut este cazul poetului Ion Negoițescu cu scriitorul Petru Romoșanu. Cei doi ar fi avut relații homosexuale, iar Romoșanu a fost forțat de Securitate să-l denunțe ca homosexual atât pe Negoițescu, cât și pe alți scriitori. Dintre cei mai cunoscuți autori contemporani care nu au avut nicio problemă în a-și recunoaște orientarea sunt Adrian Șchiop și Adrian Teleșpan.
În 2013, cu ocazia „GayFest”, Cărturești a inaugurat în București un raft cu literatură LGBT. Astăzi, Cărturești are un raft permanent în librăria sa online dedicat comunității LGBT din România. Doi ani mai târziu, asociația MozaiQ a lansat LiteraQ, un cenaclu literar queer.

### Sport
În 2018, Bucureștiul a găzduit primul campionat de fotbal destinat persoanelor LGBT. Tot în 2018, România a participat cu șase sportivi amatori, toți de orientare homosexuală, la cea de-a zecea ediție a Gay Games, echivalentul Jocurilor Olimpice pentru comunitatea LGBT, găzduită de Paris.

## Mișcări care se opun extinderii drepturilor LGBT
Există numeroase grupuri, organizații, partide și culte care consideră că anumite drepturi revendicate de comunitatea LGBT, precum dreptul a două persoane de același sex de a se căsători și a adopta copii, nu trebuie legalizate. Printre acestea se numără, în general, partidele politice de dreapta (fostul Partid Conservator, Partidul România Unită, Partidul Noua Generație-Creștin Democrat, Alianța Noastră România ș.a.), care au un discurs public împotriva drepturilor și libertăților comunității LGBT și promovează naționalismul, vechile tradiții și religia. În rând cu acestea se află organizațiile și partidele foarte mici, dar existente, de extremă dreaptă care, pe lângă cele promovate de partidele de dreapta, mai promovează violența împotriva comunității LGBT, participând în trecut la marșuri violente de stradă anti-gay (de exemplu, Marșul Normalității organizat de Noua Dreaptă concomitent cu Marșul Diversității), amenințând, hărțuind și chiar bătând pe stradă persoanele de altă orientare sexuală. La un moment dat, în timpul unui miting despre familia tradițională, ei chiar și-au vărsat frustrarea asupra Uniunii Europene, rupându-i steagul și acuzând că ei au fost cei care au adus homosexualii în țară. Aceste manifestări nu sunt valabile doar în stradă. Odată cu evoluția tehnologiei, multe grupuri de extremă dreaptă își manifestă ideile homofobe pe diferite canale de Telegram cu diferite mesaje și poze de-a dreptul înfricoșătoare, instignând la violență și ură, totuși Mihai Rapcea, un fost membru al Noii Drepte a recunoscut că în timp ce făcea parte din această organizație, el și alți membrii îi bătea pe homosexuali la parade, folosind tactica violenței, numai ca apoi să fie nevoiți să-și schimbe metodele deoarece dându-și seama că societatea românească nu gustă violența.
Nu în ultimul rând, și partidele de stânga promovează o atitudine sceptică în privința anumitor drepturi revendicate de comunitatea LGBT, în baza unui apel la naționalism, tradițiile vechi și morala creștină, la fel ca cele de extremă dreaptă.
Multe ONG-uri, în principal cele creștine, se opun de asemenea, drepturilor LGBT. Una dintre aceste organizații este Frăția Ortodoxă, care a devenit cunoscută după obiceiul ei de a întrerupe filme la Muzeul Țăranului Român și a protesta împotriva lor, scopul lor potrivit acestora este de a apăra inocența copiilor, cultura românească, precum și țăranul român.
Grupuri sportive de ultrași din galeriile de fotbal de asemena se opun puternic mișcărilor LGBT prin afișarea bannerelor cu mesaje discriminatorii și chiar făcând apel la moartea lor.
În anul 2016, Coaliția pentru Familie a strâns trei milioane de semnături pentru a revizui Constituția și a interzice căsătoriile gay. Propunerea a fost susținută activ de Biserica Ortodoxă Română și sprijinită de organizații internaționale anti-LGBT. După ce a fost aprobată în ambele camere ale Parlamentului, propunerea a fost supusă unui referendum național care a avut loc pe 6 și 7 octombrie 2018. Deși o majoritate covârșitoare dintre cei prezenți la urne au votat pentru revizuirea Constituției, referendumul a fost invalidat, întrucât nu a fost atins pragul de cvorum.

## Tabel sumar
|                                                                                                 | Da/Nu                                            | Note                                             |
| Activitate sexuală între persoane de același sex                                                | Activitate sexuală între persoane de același sex | Activitate sexuală între persoane de același sex |
| ----------------------------------------------------------------------------------------------- | ------------------------------------------------ | ------------------------------------------------ |
| Activitate sexuală legală                                                                       | Yes                                              | din 1996                                         |
| Vârstă de consimțământ pentru acte sexuale egală                                                | Yes                                              | din 2002                                         |
| Legi antidiscriminare                                                                           |                                                  |                                                  |
| Legi antidiscriminare doar în ocuparea forței de muncă                                          | Yes                                              | din 2000                                         |
| Legi antidiscriminare în furnizarea de bunuri și servicii                                       | Yes                                              | din 2000                                         |
| Legi antidiscriminare în toate celelalte domenii (incl. discriminare indirectă, discurs de ură) | Yes                                              | din 2006                                         |
| Uniuni între persoane de același sex                                                            |                                                  |                                                  |
| Căsătorii între persoane de același sex                                                         | No                                               |                                                  |
| Parteneriate civile                                                                             | No                                               | (în discuție)                                    |
| Recunoașterea cuplurilor de același sex                                                         | No                                               |                                                  |
| Adopție și copii                                                                                |                                                  |                                                  |
| Adopție individuală                                                                             | Yes                                              | [ 113 ]                                          |
| Adopție copil din altă căsătorie                                                                | No                                               | [ 113 ]                                          |
| Adopție în comun                                                                                | No                                               | [ 113 ]                                          |
| Maternitate surogat comercială pentru cuplurile de homosexuali                                  | No                                               | [ 262 ]                                          |
| Acces la FIV pentru lesbiene                                                                    | Yes                                              | din 2005                                         |
| Altele                                                                                          |                                                  |                                                  |
| Homosexualilor și lesbienelor le este permis să servească în mod deschis în armată              | Yes                                              | din 2001                                         |
| Dreptul de a schimba legal sexul                                                                | Yes                                              | din 1996                                         |
| BSB le este permis să doneze sânge                                                              | No                                               | [ 264 ]                                          |
| Terapia de conversie pentru minori ilegală                                                      |                                                  | [ 265 ]                                          |

## Incidente
În noiembrie 2011, în timpul difuzării documentarului „Noi Doi”, regizat de Claudiu Mitcu la Cinema Scala, care prezintă situația minorităților sexuale din România, evenimentul a fost întrerupt pentru câteva minute de către 10-15 membri al partidului Noua Dreaptă. Potrivit martorilor, ei au început să scandeze lozinci homofobe și au aprins niște materiale pirotehnice asemănătoare unor torțe. Cu ei au avut și un steag imens al organizației lor. Ei au fost scoși afară de către forțele de ordine. Mulți spectatori au fost speriați de această acțiune.
În noiembrie 2012, activiști ai organizației Miliția Spirituală au organizat un spectacol de teatru despre paradoxurile vieții gay numit „După Traian și Decebal - Din filele istoriei gay în România”. După spectacol, șapte activiști au fost bătuți de un grup de 10 sau 11 indivizi cu glugi pe cap. Doi tineri au fost duși la spital. Asociația ACCEPT a condamnat atacul homofob, iar membrii Miliției Spirituale au spus că dacă lucrurile vor continua așa, atunci va fi un atac asupra esenței democratice și europene a statului român.
În februarie 2013, în timp ce Muzeul Țăranului Român difuza filmul „The Kids are all right” cu sprijinul Ambasadei SUA, câteva zeci de persoane au dat buzna în sală întrerupând filmul acuzându-i pe participanți că nu-și cunosc istoria. Activiști au avut cu ei steaguri, cruci, icoane și însemne legionare. Au cântat cântece bisericești, imnul României și au scandat lozinci homofobe precum „Nu vă vrem”, „Nu sunteți români” și „Moarte homosexualilor”, făcând chiar și salutul nazist. Atmosfera din sală a fost una de huliganism. Asociația ACCEPT a făcut plângere la poliție. Au fost acuzații că autoritățile au asistat pasiv la acest eveniment. Printre cei acuzați că au făcut scandal au fost și angajați ai muzeului.
Tot în 2013, a izbucnit un scandal la Liceul „George Coșbuc” din București după un seminar cu tema „Luna Minoritații Sexuale”. Un părinte a reclamat inspectoratul școlar și a acuzat liceul de propagandă homosexuală. Se pare că mai mulți elevi au purtat pe hol steagul LGBT, deși conducerea a negat această informație. Mai mulți părinți au cerut Ministerului Educației și inspectorului general al capitalei să ia măsuri în privința acestui scandal. Televiziunea Română a organizat o dezbatere în care condamna acțiunile liceului. 11 ONG-uri creștine au redactat o scrisoare adresată mai multor ministere prin care critica aceste acțiuni pro-LGBT. Asociația ACCEPT a declarat că nu a avut nicio legătură cu acest eveniment.
În 2016, un activist gay a fost amenințat de mai multe ori cu moartea prin telefon. Potrivit unor surse, unul dintre persoanele care l-au amenințat ar fi membru al Coaliției pentru Familie. În urma acestui incident, Asociația ACCEPT a tras un semnal de alarmă în privința drepturilor gay din România și va monitoriza desfășurarea cercetării penale.
Un alt caz de amenințare și intimidare a avut loc în 2022 când la un eveniment social, curtea Asociației Mozaiq a fost împânzită de pliante care înfățișau un bărbat gay ce se sufoca într-o cameră de gazare în timp ce un bărbat cu uniformă nazistă, blond și cu ochii albaștri apasă pe un buton.

## Cazuri notabile
Daniel Zavoian este prima persoană care a dat în judecată o instituție din România pentru discriminare și hărțuire, pe criteriul orientării sexuale în accesul la serviciile companiei Distrigaz. În 2007, instanțele românești au decis ca instituția să plătească daune morale în valoare de 1000 de euro. Sentința dată de Curtea de Apel București este definitivă.
Pe 12 aprilie 2016, Curtea Europeană a Drepturilor Omului (CEDO) a amendat România cu 14.000 de euro pentru ineficiența organelor de cercetare penală în investigarea unui atac homofob împotriva a șase tineri români și străini participanți la „GayFest” 2006. CEDO a hotărât că România a încălcat atât dreptul celor doi petenți de a nu fi supuși la tratamente degradante, cât și dreptul acestora de a nu fi discriminați de autorități, indiferent de orientare sexuală și identitate de gen.
În 2021, statul român a fost amendat de către Curtea Europeană a Drepturilor Omului deoarece nu au sancționat persoanele care în 2013 au produs scandalul homofob de la Muzeul Țăranului Român.